# Saxo Bank
Saxo Bank é um banco de investimento dinamarquês que opera on-line. Foi criado como um broker on-line em 1992 com o nome Midas Fondsmæglerselskab by Lars Seier Christensen. O nome foi mudado pelo de Saxo Bank em 2001, ao obter a sua licença de banco. O Saxo Bank é membro do Fundo Garantidor Dinamarquês.

## História
O banco não tem sucursais nem na Dinamarca nem em outros países, ao não oferecer produtos bancários tradicionais. Recomenda normalmente investimentos na Europa e nos EUA. Em 2016 defendeu que "o castigo ao mercado espanhol tinha sido exagerado"'.

## Patrocinador
Desde o ano 2009, a entidade bancária é o patrocinador principal da equipa ciclista profissional Team Saxo Bank.